# Odense Stævnet
Odense Stævnet oder Odense XI war eine Stadtauswahl der Fußballspieler der Stadt Odense die am Messestädte-Pokal 1962/63 teilnahm.
In dem Wettbewerb, der am 18. April 1955 ins Leben gerufen wurde, sollte jeweils die beste Fußballmannschaft einer Messestadt teilnehmen. Da aber die Regeln nur ein einziges Team aus jeder Stadt zuließen, wurde aus den Vereinen Odense BK, B 1909 Odense, B 1913 Odense und Odense KFUM beschlossen, ein Team nur für dieses Turnier zu bilden.
Die Stadtauswahl spielte in dem Jahr gegen den irischen Vertreter Drumcondra FC.
Das Hinspiel in Dublin ging am 3. Oktober 1962 mit 1:4 verloren. Nach dem 4:2 im Rückspiel schied die das Team aus.